# Chovrino
Il quartiere Chovrino (in russo Район Ховрино?) è un quartiere di Mosca sito nel Distretto Settentrionale.
Il nome è quello del villaggio esistente nell'area di cui si hanno testimonianze risalenti al 1585. Fa probabilmente riferimento al soprannome chovra (ховра, "persona sciatta, sporca") con cui era noto il proprietario terriero della zona Stefan Vasil'evič Gabras (o il figlio Grigorij), originario di Surož (oggi Sudak), in Crimea.
Il territorio è stato incluso nel comune di Mosca nel 1960. In esso sorgeva l'Ospedale Chovrinskaja, mai completato e demolito nel 2018.